# Zollamt
Ein Zollamt (in der Schweiz Zolldienststelle) ist eine Dienststelle einer Zollbehörde zur Regelung von Zollangelegenheiten.

## Deutschland

Altes Zollamt in Frankfurt am Main

Verkehrsschild ‚Zoll‘ (Deutschland)

In Deutschland ist ein Zollamt (mit den Abfertigungsstellen und den Zollservicepunkten -ZSP-) eine Dienststelle eines Hauptzollamts und dient als örtliche Bundesfinanzbehörde im Bereich der Bundeszollverwaltung.
Sie erheben die Zölle und Verbrauchsteuern nach der Einfuhr sowie die Einfuhrumsatzsteuer und unterstehen jeweils einem Hauptzollamt.
Bei ihnen findet die eigentliche Zollabfertigung und auch – allerdings nicht nur bei ihnen – die Zollkontrollen statt.
Abgabenpflichtige Waren werden bei der Einfuhr bei ihnen gestellt, gelangen danach in die vorübergehende Verwahrung, bevor sie eine zollrechtliche Bestimmung erhalten.
Zollämter im Versandverfahren werden zusätzlich je Einzelfall als Abgangsstelle (bei der Eröffnung von zollrechtlichen Versandverfahren), Durchgangsstellen (bei der Passage über nicht zum Zollgebiet gehörendem Territorium) und als Bestimmungsstelle (bei der Beendigung von Versandverfahren) bezeichnet.
Bei der Ausfuhr gibt es Ausfuhrzollstellen (Eröffnung des Ausfuhrverfahrens) im Binnenland und Ausgangszollstellen (beim tatsächlichen Ausgang, d. h. dem Verlassen des Zollgebietes).
Deutschlandweit gibt es 247 Zollämter (Stand Mai 2022). Europaweit gibt es innerhalb der Europäischen Union (EU-28) mehr als 3.000 Zollämter. Die Zollämter sind in der EU-Datenbank ‚Customs Office List‘ (COL) der Europäischen Kommission verzeichnet.

## Österreich
2021 wurden die bis dahin eigenständigen neun Zollämter aufgelöst und in das Zollamt Österreich überführt, welches bundesweit zuständig ist und direkt dem Bundesministerium für Finanzen untersteht. Die nun als Zollstellen bezeichneten Standorte nehmen jeweils einen speziellen Aufgabenbereich wahr.
Bis Ende 2019 unterstand jedes der neun österreichischen Zollämter einem Regionalmanagement, von denen es insgesamt fünf gab. Die Regionalmanagements unterstanden wiederum dem Bundesministerium für Finanzen. Diese Ämter waren in folgende Organisationseinheiten untergliedert:
- Geschäftsleitung
- Organisationsteam
- Amtsfachbereich
- Kundenteams
- Zollfahndungsteams
- Team Abgabensicherung Zoll
- Team Betriebsprüfung Zoll
- Competence Center (diese gab es nur in einigen Zollämtern)

### Deutschland
- BMF, Die Bundeszollverwaltung, Bonn, April 2012
- Weerth, Die Internetzollanmeldungen bei Einfuhr, Versand und Ausfuhr – eine Abwicklungshilfe, Göttingen, 2. Auflage 2010.
- Weerth, Das ATLAS-Handbuch (mit EMCS) – Die Praxis der elektronischen Zollanmeldung in Deutschland, Loseblatt, Köln, 2016.